# FIBA Africa Clubs Champions Cup
La FIBA Africa Clubs Champions Cup (Copa de Campeones de Clubes de FIBA África), fundada en 1972, fue la máxima competición africana de baloncesto a nivel de clubes, en su modalidad masculina, organizada por FIBA África, disputando la competición los campeones de liga de cada país africano. Fue reemplazada por la Basketball Africa League, que arrancó en 2021.
El C. D. Primeiro de Agosto angoleño es el más laureado de la competición con 8 títulos.
El FIBA Africa Women's Clubs Champions Cup nació en 1985.

## Historial[1]
| Año                             | Anfitrión  | Campeón                 | Puntuación | Subcampeón               | Tercera plaza           | Score  | Cuarta plaza            |
| 1972                            | Bangui     | Red Star                | 71-68      | Stade Malien             | Zamalek SC              | -      | Bandera de ?            |
| 1973                            | El Cairo   | Hit Trésor              | 61-55      | Dial Diop                | Al Gezira               | -      | Bandera de ?            |
| 1975                            | El Cairo   | AS Forces Armées        | 78-69      | Zamalek SC               | Hit Trésor              | -      | Bandera de ?            |
| 1976                            | Bangui     | Hit Trésor              | 89-76      | Zamalek SC               | AS Forces Armées        | -      | Bandera de ?            |
| 1979                            | Bangui     | AS Forces Armées        | 77-75      | CAMAIR                   | Spot Club               | -      | Bandera de ?            |
| 1981                            | Bamako     | AS Forces Armées        | 63-49      | ASEC Mimosas             | Stade Malien            | -      | Bandera de ?            |
| 1983                            | Dakar      | AS Police               | 78-74      | AS Forces Armées         | Zamalek SC              | -      | Bandera de ?            |
| 1985                            | Dakar      | C.D. Maxaquene          | 89-62      | AS Police                | Kano Pillars            | -      | Bandera de ?            |
| 1987                            | Alejandría | Al-Ittihad Alexandria   | 78-67      | Primeiro de Agosto       | Kano Pillars            | -      | Bandera de ?            |
| 1989                            | Abiyán     | ASEC Mimosas            | 71-63      | Stade Malien             | C.D. Primeiro de Agosto | -      | Bandera de ?            |
| 1991                            | Dakar      | ASC Jeanne d'Arc        | 69-64      | ONCPB                    | Wydad Athletic Club     | -      | Bandera de ?            |
| 1992                            | El Cairo   | Zamalek SC              | 83-75      | ASC Jeanne d'Arc         | AS Biao                 | -      | Bandera de ?            |
| 1994                            | El Cairo   | Al Gezira               | 66-59      | Petro Atlético           | AS Kaloum               | -      | Bandera de ?            |
| 1996                            | Alejandría | Al Gezira               | 83–76      | U.R.C.                   | Red Star                | 79-66  | Stade Malien            |
| 1998                            | Fes        | MAS Fez                 | 72–63      | Zamalek SC               | ASA                     | 71-52  | Al Gezira               |
| 2000                            | Abiyán     | ASEC Mimosas            | 63–61      | Petro Atlético           | Islanders               | -      | Bandera de ?            |
| 2002                            | Luanda     | C.D. Primeiro de Agosto | 69–60      | ASEC Mimosas             | Inter Club Brazzaville  | 85-81  | Capo Libreville         |
| 2004                            | El Cairo   | C.D. Primeiro de Agosto | 71–53      | Abidjan Basket Club      | Al Ahly SC              | 59-56  | Petro Atlético          |
| 2005                            | Abiyán     | Abidjan Basket Club     | 67–66      | Interclube               | C.D. Primeiro de Agosto | 103-67 | Union Bank              |
| 2006                            | Lagos      | Petro Atlético          | 76–71      | Primeiro de Agosto       | Dodan Warriors          | 75-66  | Inter Club              |
| 2007                            | Luanda     | C.D. Primeiro de Agosto | 61–53      | Petro Atlético           | Abidjan Basket Club     | 60-56  | Interclube              |
| 2008                            | Sousse     | C.D. Primeiro de Agosto | 57–54      | Étoile du Sahel          | ASA                     | 60-55  | Stade Nabeulien         |
| 2009                            | Kigali     | C.D. Primeiro de Agosto | 88–64      | Petro Atlético           | APR BC                  | 92-80  | ASB Mazembe             |
| 2010                            | Cotonú     | C.D. Primeiro de Agosto | 73–41      | Condor de Yaoundé        | AS Salé                 | 75-71  | ASB Mazembe             |
| 2011                            | Salé       | Étoile du Sahel         | 82–60      | Primeiro de Agosto       | AS Salé                 | 80-75  | Petro Atlético          |
| 2012                            | Malabo     | C.D. Primeiro de Agosto | 80–69      | Petro Atlético           | Al Ahly SC              | 76-64  | El Ittihad              |
| 2013                            | Sousse     | C.D. Primeiro de Agosto | 68–61      | Étoile du Sahel          | Recreativo do Libolo    | 79-70  | Sporting Alexandria     |
| 2014                            | Tunis      | Recreativo do Libolo    | 86–68      | Étoile de Radès          | Club Africain           | 79-74  | Sporting Alexandria     |
| 2015                            | Luanda     | Petro Atlético          | 89–75      | Recreativo do Libolo     | Far Rabat               | 72-62  | C.D. Primeiro de Agosto |
| 2016                            | El Cairo   | Al Ahly                 | 68–66      | Recreativo do Libolo     | AS Salé                 | 88-76  | Kano Pillars            |
| 2017                            | Radès      | AS Salé                 | 77–69      | Étoile Sportive de Radès | US Monastir             | 77–74  | Sport Libolo e Benfica  |
| Africa Basketball League (2018) |            |                         |            |                          |                         |        |                         |
| 2018–19                         | Luanda     | Primeiro de Agosto      | 83–71      | AS Salé                  | Smouha SC               | 69–58  | JS Kairroun             |

## Campeones por club
| Rank | Clubs                   | Winners | Runners-up | Thirds | Total finals | Winning years                                           |
| ---- | ----------------------- | ------- | ---------- | ------ | ------------ | ------------------------------------------------------- |
| 1    | C.D. Primeiro de Agosto | 9       | 3          | 2      | 12           | 2002, 2004, 2007, 2008, 2009, 2010, 2012, 2013, 2018–19 |
| 2    | AS Forces Armées        | 3       | 1          | 1      | 4            | 1975, 1979, 1981                                        |
| 3    | Petro Atlético          | 2       | 6          | 0      | 8            | 2006, 2015                                              |
| 4    | ASEC Mimosas            | 2       | 2          | 0      | 4            | 1989, 2000                                              |
| 5    | Al Ahly SC              | 2       | 0          | 2      | 2            | 2016 ,1999                                              |
| 6    | Al Gezira               | 2       | 0          | 1      | 2            | 1994, 1996                                              |
| 6    | Hit Trésor              | 2       | 0          | 1      | 2            | 1973, 1976                                              |
| 7    | Zamalek SC              | 1       | 3          | 2      | 4            | 1992                                                    |
| 8    | Recreativo do Libolo    | 1       | 2          | 1      | 3            | 2014                                                    |
| 9    | Étoile du Sahel         | 1       | 2          | 0      | 3            | 2011                                                    |
| 10   | AS Salé                 | 1       | 1          | 3      | 2            | 2017                                                    |
| 11   | Abidjan Basket Club     | 1       | 1          | 1      | 2            | 2005                                                    |
| 12   | AS Police               | 1       | 1          | 0      | 2            | 1983                                                    |
| 12   | ASC Jeanne d'Arc        | 1       | 1          | 0      | 2            | 1991                                                    |
| 12   | Al-Ittihad Alexandria   | 1       | 1          | 0      | 2            | 1987                                                    |
| 15   | Red Star                | 1       | 0          | 1      | 1            | 1971                                                    |
| 16   | MAS Fez                 | 1       | 0          | 1      | 1            | 1998                                                    |

## Campeones por países
| Rank | Country                  | Wins | Runners-up | Thirds | Total finals |
| ---- | ------------------------ | ---- | ---------- | ------ | ------------ |
| 1    | Angola                   | 11   | 11         | 5      | 22           |
| 2    | Egipto                   | 5    | 4          | 5      | 9            |
| 3    | Senegal                  | 5    | 4          | 1      | 9            |
| 4    | Costa de Marfil          | 3    | 3          | 2      | 6            |
| 5    | República Centroafricana | 3    | 0          | 3      | 3            |
| 6    | Marruecos                | 1    | 0          | 4      | 1            |
| 7    | Túnez                    | 1    | 3          | 1      | 4            |
| 8    | Mozambique               | 1    | 0          | 1      | 1            |

## Ganadores del MVP
| Year | MVP Award Winner      |
| ---- | --------------------- |
| 1998 | ?                     |
| 2000 | ?                     |
| 2002 | Abdel Bouckar         |
| 2004 | ?                     |
| 2005 | Stéphane Konaté       |
| 2006 | Mílton Barros         |
| 2007 | Olímpio Cipriano      |
| 2008 | Joaquim Gomes "Kikas" |
| 2009 | Vladimir Ricardino    |
| 2010 | Joaquim Gomes "Kikas" |

| Year | MVP Award Winner    |
| ---- | ------------------- |
| 2011 | Makrem Ben Romdhane |
| 2012 | Carlos Morais       |
| 2013 | Cedric Isom         |
| 2014 | Eduardo Mingas      |
| 2015 | Manny Quezada       |
| 2016 | Wayne Arnold        |